# Adrian J Walker
Adrian J Walker (* Mitte der 1970er in Sydney, Australien) ist ein britischer Autor.

## Leben
Adrian J Walker wurde Mitte der 1970er Jahre in Sydney, Australien geboren, wuchs aber größtenteils in England auf. Er studierte an der University of Leeds und arbeitete als Informatiker. Mit seiner Frau und seinen beiden Kindern lebt er inzwischen in London. 2004 begann er zu schreiben. Seine ersten Romane veröffentlichte er ohne Verlag. Auch seinen Roman The End of the World Running Club brachte er zunächst im Selbstverlag heraus, bis Penguin Books/Del Rey auf ihn aufmerksam wurde, wo der Roman im Juli 2016 erschien. Auf Deutsch erschien der Roman im August 2016 bei Fischer Tor.

## Bibliografie

### Earth Incorporated
- Colours,  CreateSpace 2015, ISBN 978-1533536815

### The End of the World Running Club
- The End of the World Running Club, CreateSpace 2014, ISBN 978-1-5031-4279-4
  - Am Ende aller Zeiten, Fischer Tor 2016, Übersetzerinnen Nadine Püschel und Gesine Schröder, ISBN 978-3-10-403842-1
- The End of the World Survivors Club, Del Rey (UK) 2019, ISBN 978-1-78503-573-9

### Weitere Romane
- From the Storm, CreateSpace 2012, ISBN 978-1-4776-9961-4
- The Last Dog on Earth, Del Rey (UK) 2017, ISBN 978-1-78503-572-2
- The Other Lives, Adrian J Walker 2018, ISBN 978-1-72868-481-9
- The Human Son, Solaris 2020, ISBN 978-1-78108-788-6